# 이수경 (안전공학자)
이수경(李壽庚, 1953년 11월 11일~)은 대한민국의 안전공학자이다.

## 경력
- 2007년 1월 : 한국가스학회 회장
- 2008년 8월 : 서울과학기술대학교 에너지환경대학원 원장
- 2010년 8월 : 한국소방정책학회회장
- 2010년 8월 : 서울과학기술대학교 산업대학원원장

## 학력
- 1977년 : 경희대학교 화학공학 학사
- 1980년 : 서울대학교 화학공학 석사
- 1988년 : 서울대학교 화학공학 박사

## 저서
- 「최신 가스안전공학」 동화기술, 2009. 9.
- 「소방설비 실무」 도서출판 아진, 2009. 4.
- 「가스폭발방지공학」 도서출판 아진, 2009. 3.
- 「신 연소공학」 동화기술, 2009. 3.
- 「화재시뮬레이션 실무과정」 도서출판 아진, 2008. 6.